# 迪亚娜·布利马尔
迪亚娜·劳拉·布利马尔（羅馬尼亞語：Diana Laura Bulimar，1995年8月22日—），罗马尼亚女子竞技体操运动员。她曾代表罗马尼亚获得2012年夏季奥运会体操比赛女子团体全能铜牌。